# Maiana
Maiana – atol w zachodniej części wyspiarskiego państwa Kiribati, w archipelagu wysp Gilberta, położony 35 km na południe od atolu Tarawa. Leży na nim miejscowość Tabiauea. Stanowi radę plemienną Kiribati.